# Espinho (freguesia)
Espinho es una freguesia portuguesa del concelho de Espinho, con 1,54 km² de superficie y 10.225 habitantes (2001). Su densidad de población es de 6 639,6 hab/km².